# Taurocerastes patagonicus
Taurocerastes patagonicus är en skalbaggsart som beskrevs av Philippi 1866. Taurocerastes patagonicus ingår i släktet Taurocerastes och familjen Bolboceratidae. Inga underarter finns listade i Catalogue of Life.